# Eurois astricta
Eurois astricta är en fjärilsart som beskrevs av Morrison 1874. Eurois astricta ingår i släktet Eurois och familjen nattflyn. Inga underarter finns listade i Catalogue of Life.